# Heraclia interniplaga
Heraclia interniplaga är en fjärilsart som beskrevs av Paul Mabille 1891. Heraclia interniplaga ingår i släktet Heraclia och familjen nattflyn. Inga underarter finns listade i Catalogue of Life.